# 831 (szám)
A 831 (római számmal: DCCCXXXI) egy természetes szám, félprím, a 3 és a 277 szorzata.

## A szám a matematikában
A tízes számrendszerbeli 831-es a kettes számrendszerben 1100111111, a nyolcas számrendszerben 1477, a tizenhatos számrendszerben 33F alakban írható fel.
A 831 páratlan szám, összetett szám, azon belül félprím, kanonikus alakban a 31 · 2771 szorzattal, normálalakban a 8,31 · 102 szorzattal írható fel. Négy osztója van a természetes számok halmazán, ezek növekvő sorrendben: 1, 3, 277 és 831.
A 831 négyzete 690 561, köbe 573 856 191, négyzetgyöke 28,82707, köbgyöke 9,40157, reciproka 0,0012034. A 831 egység sugarú kör kerülete 5221,32699 egység, területe 2 169 461,364 területegység; a 831 egység sugarú gömb térfogata 2 403 763 191,8 térfogategység.